# Internationale Vereinigung für die Physik- und Technikwissenschaft der Medizin
Die Internationale Vereinigung für Physik- und Technikwissenschaft der Medizin (IUPESM) ist eine internationale Nichtregierungsorganisation; die Dachorganisation der Internationalen Organisation für Medizinische Physik (IOMP) und der Internationalen Föderation für Medizin- und Biotechnik (IFMBE).

## Historie
In Anbetracht dessen, dass sich die Forschungsziele und Interessen der beiden internationalen Wissenschaftsvereinigungen IFMBE, gegründet 1959 und der IOMP, 1963 gegründet, in vielen Punkten überschnitten, wurde in beiden Organisationen schon den frühen 1970er Jahre über einen Zusammenschluss oder eine Dachorganisation für beide Gesellschaften diskutiert.
Nach Jahren der kontroversen Diskussionen und auch divergierender Interessen nationaler Mitglieder der beiden Organisationen trafen sich bei der dritten Generalversammlung der IOMP 1973 in Göteborg in Schweden Vertreter beider Gesellschaften um über eine Verschmelzung zu verhandeln. Als Ergebnis wurde vereinbart, dass die nächsten Vollversammlungen getrennt aber gleichzeitig und in derselben Stadt stattfinden und dafür das Jahr 1976 und die Stadt Ottawa in Kanada ins Auge gefasst.
Es dauerte dann noch einmal drei Jahre bis 1979 in Jerusalem in Israel die Generalversammlungen der IFMBE und der IOMP gemeinsam abgehalten und die Präsidien beider Vereinigungen die Verhandlungen zu einer Fusion vorbereiten sollten und 1980 mit dem Ergebnis der Gründung der IUPESM als Dachverband gegründet und einen rechtlichen Status erhielt.
In der Folge wurde die IUPESM assoziiertes Mitglied und 1999 ordentliches Mitglied des Internationalen Wissenschaftsrats (ISC) (die Nachfolgeorganisation des 2018 aufgelösten Internationalen Wissenschaftsrats (ICSU)).

## Auftrag und Zweck
Als Hauptaufgabe sieht die IUPESM die Vertretung der Interessen zur Förderung der Physik- und Ingenieurwissenschaften in der Medizin. Dazu die internationale Zusammenarbeit und die Kommunikation zwischen denjenigen, die sich mit Wissenschaft und Technologie im Gesundheitswesen befassen, Aktivitäten von beiderseitigem Interesse für Ingenieurwissenschaften und Physik im Gesundheitswesen zu koordinieren, einschließlich internationaler und regionaler wissenschaftlicher Konferenzen, Seminare, Arbeitsgruppen, regionaler Unterstützungsprogramme, die Veröffentlichung wissenschaftlicher und technischer Publikationen und die beruflichen Interessen und Ansichten von Ingenieuren und Physikern im Gesundheitswesen zu vertreten.
Um diese selbst gesetzten Aufgaben und Ziele zu erreichen, ist die IUPESM gemäß seinen Statuten befugt:
- mit anderen internationalen wissenschaftlichen und professionellen Gremien zusammenzuarbeiten;
- im Rahmen ihrer Mandate Ausschüsse, Kommissionen, Arbeitsgruppen und andere Gremien für ihre Zwecke einzurichten;
- Organisation und Koordinierung internationaler Treffen oder Konferenzen für die Mitgliedsverbände innerhalb des IUPESM einschließlich des alle drei Jahre stattfindenden Weltkongresses;
- die Vertretung der IUPESM-Mitglieder im Internationalen Wissenschaftsrat gemäß den Statuten der ISC;
- die Verbreitung, Förderung und/oder Entwicklung zweckmäßiger Standards in den Bereichen der technischen Medizinphysik und Biomedizin um die globale Qualität der Gesundheitsversorgung zu verbessern;
- die Unterstützung der Entwicklungsländer bei der Erreichung einer zeitgemäßen Qualität in der medizinischen Physik und der biomedizinischen Technik;
- die Bereitstellung aller Möglichkeiten für den Informationsaustausch zwischen Nationen.

Offizielles Printmedium der IUPESM ist das Journal Health and Technology, das im Springer-Verlag verlegt wird.

## IUPESM Welt-Kongresse
Die Kongresse finden in einem dreijährigen Turnus als Generalversammlung statt und dienen als Forum zum Austausch von Ideen, Fortentwicklung und Wahlen zu den Gremien.
| Nr. | Jahr | Stadt          | Land                |
| --- | ---- | -------------- | ------------------- |
| 1.  | 1979 | Jerusalem      | Israel              |
| 2.  | 1982 | Hamburg        | Deutschland         |
| 3.  | 1985 | Helsinki       | Finnland            |
| 4.  | 1988 | San Antonio    | Vereinigte Staaten  |
| 5.  | 1991 | Kyoto          | Japan               |
| 6.  | 1994 | Rio de Janeiro | Brasilien           |
| 7.  | 1997 | Nizza          | Frankreich          |
| 8.  | 2000 | Chicago        | Vereinigte Staaten  |
| 9.  | 2003 | Sydney         | Australien          |
| 10. | 2006 | Seoul          | Südkorea            |
| 11. | 2009 | München        | Deutschland         |
| 12. | 2012 | Peking         | Volksrepublik China |
| 13. | 2015 | Toronto        | Kanada              |
| 14. | 2018 | Prag           | Tschechien          |
| 15. | 2022 | Singapur       | Singapur            |
| 16. | 2025 | Adelaide       | Australien          |

## Nachweise
1. ↑  History. iupesm, archiviert vom Original (nicht mehr online verfügbar) am 15. August 2020; abgerufen am 19. April 2020 (englisch).  Info: Der Archivlink wurde automatisch eingesetzt und noch nicht geprüft. Bitte prüfe Original- und Archivlink gemäß Anleitung und entferne dann diesen Hinweis.
2. 1 2  Joachim Nagel: IUPESM: the international umbrella organisation for biomedical engineering and medical physics. Biomedical Imaging and Intervention Journal, 2007, abgerufen am 10. April 2020 (englisch).
3. ↑  https://www.springer.com/journal/12553. Springer-Verlag, abgerufen am 19. April 2020 (englisch).
4. ↑  World Congress. iupesm, abgerufen am 19. April 2020 (englisch).
5. ↑  IUPESM World Congress 2024. iupesm, archiviert vom Original (nicht mehr online verfügbar) am 15. August 2020; abgerufen am 19. April 2020 (englisch).  Info: Der Archivlink wurde automatisch eingesetzt und noch nicht geprüft. Bitte prüfe Original- und Archivlink gemäß Anleitung und entferne dann diesen Hinweis.